# Паскалевич, Горан
Го́ран Паска́левич (серб. Горан Паскаљевић; 22 апреля 1947, Белград, Югославия — 25 сентября 2020, Париж, Франция) — югославский и сербский кинорежиссёр.

## Биография
Горан Паскалевич родился в Белграде, но провёл детство в городе Нише у бабушки и дедушки, к которым был отправлен после развода родителей. Окончил факультет кино и телевидения (FAMU) Пражской академии исполнительских искусств. Некоторое время работал на телевидении, где поставил несколько игровых и документальных телефильмов. В 1976 году вышел дебютный полнометражный фильм Паскалевича «Сторож пляжа в зимний сезон», принятый в конкурс Берлинского фестиваля.
Паскалевич принимал участие в основных программах многих крупнейших кинофестивалей, включая три самых престижных в Европе — Каннский (в 1980 с фильмом «Специальное лечение»), Берлинский (1976 и 1977) и Венецианский (1992, 1998, 2001) и неоднократно завоёвывал на них награды. За ленту «Пороховая бочка» (1998) он был удостоен приза ФИПРЕССИ European Film Awards.
В 2011 году удостоен Золотой медали имени Сергея Бондарчука «За выдающийся вклад в кинематограф» кинофорума «Золотой Витязь».
Председатель жюри Кинофестиваля в Сан-Себастьяне в 2010 году.
Сын — режиссёр и сценарист Владимир Паскалевич (род. 1974).